# Arami Ullón
Arami Ullón Villalba (Asunción, 3 de octubre de 1978) es una escritora, productora y directora de cine paraguaya. Arami es una de las pioneras del cine documental de autor paraguayo. Es creadora de la película El Tiempo Nublado, su primer documental que ha sido seleccionado en más de 70 festivales internacionales, entre ellos algunos de los más importantes, como el Festival de Locarno (Suiza), el Festival de Cine de Karlovy Vary (República Checa), el Festival Internacional del Nuevo Cine de La Habana (Cuba), así como los más prestigiosos festivales de documentales: Visions du Rée (Suiza) y Rencontres Internationales du Documentaire de Montréal (Canadá). Arami reside en Suiza y en Paraguay.

## Formación
Desde muy temprana edad, Aramí incursionó en televisión. Su formación continuó en el exterior cuando recibió una beca del Boston Film and Video Foundation (EE. UU. – 2000/2001). Autodefine su formación en el campo audiovisual como empírica. “Pese a haber atravesado un entrenamiento técnico en cinematografía en los Estados Unidos, luego de recibir una beca del Boston Film and Video Foundation y cursar otros talleres y cursos aislados, asegura que su preparación audiovisual es consecuencia de su labor en el quehacer diario”.

## Inicios
Arami inició su carrera en el campo audiovisual a los 16 años, cuando fue invitada a participar en un casting. El resultado de este casting no fue el que ella esperaba, “Me fue muy mal, me congelé frente a la cámara”  Pero marcó el inicio de su carrera, ya que fue invitada a trabajar detrás de cámaras, en producción.
Ullón también incursionó en la radio con una propuesta innovadora y sin precedentes con un programa radial que se emitía en vivo cada noche por dos horas en la emisora Rock and Pop. En este programa radial Ullón junto a otros cuatro conductores abordaban temas eróticos, difundiendo historias escritas por Arami. Parte del formato consistía también en tomar llamadas telefónicas en las que la audiencia compartía sus historias, fantasías, o experiencias eróticas.
En televisión, trabajó en producciones enfocadas en el debate joven, luego de la dictadura de 35 años de Alfredo Stroessner. Y en programas enfocados a los niños, como Lory Club.
Una vez en Europa, trabajó como productora en Palma Pictures, en Palma de Mallorca, España.

## Trabajo como escritora
Como autora, Arami publicó el libro Sobre abusos y otros parientes, un libro que contiene historias cortas donde el tema principal es la violencia de género. En 1998, escribió su primer cortometraje, Ausencia de un nombre propio.
Actualmente, escribe proyectos documentales entre los que destacan su primer largo El Tiempo Nublado y su segundo documental, Apenas el Sol, y cuyo estreno fue en el 2020.

## Promotora de espacios culturales
El Café de la Iguana fue una iniciativa que Ullón lideró junto a Mario Ferreiro. Este  bar-espacio cultural presentaba  música en vivo, y exposiciones de arte. 
En el año 2001, Ullón abrió el espacio denominado La Plazita junto a Patricia Masera y Oscar Frutos. El objetivo de este espacio era promover el arte generado localmente. La Plazita presentaba entre uno y cinco eventos culturales semanales de diferentes disciplinas: música, teatro, cine y artes plásticas. Este espacio también se dedicó a crear oportunidades de diálogo y espacios para discutir temas sociales.

## Trabajo como productora
Su experiencia en producción incluye videos musicales, programas de TV y comerciales para empresas de producción de Latinoamérica y Europa. En Paraguay, también trabajó en producción de programas televisivos infantiles.
Es productora del filme de ficción 18 cigarrillos y medio (Marcelo Tolces, 2011) y coproduce sus propias películas, El Tiempo Nublado, 2014 y Apenas el Sol, 2020.

## Trabajo como directora
Arami Ullón ha dirigido dos cortometrajes independientes: Ausencia de un nombre propio (Paraguay, 1998), y Beckon(Paraguay, 2000). El corto Ausencia de un nombre propio probó a la joven directora como muy adelantada a su tiempo en Paraguay, ya que se trata sobre un adolescente que habla sobre su sexualidad. La película, aunque fue exhibida en salas de cine de Asunción, fue considerada como una afrenta a la moral "y las buenas costumbres”.

## Distinciones
Arami recibió la distinción de Mujer Destacada, en el 2016.

## Activismo
A través de su trabajo, Arami genera espacios de diálogo sobre temas que requieren atención. Desde muy joven trabajó en debate joven acerca de temas tabú como, la situación política del país a finales de la década de los 80 e inicios de los 90. El libro de su autoría, Sobre abusos y otros parientes también discute un tema difícil como es la violencia de género. En el corto Ausencia de un nombre propio, Arami inicia una conversación sobre sexualidad, tema que todavía incomoda en el Paraguay. En esta misma línea, su última obra publicada, el documental El Tiempo Nublado desnuda una difícil realidad para la población de adultos mayores en el Paraguay. A partir de este documental se han abierto debates que han generado cambios en los servicios disponibles para este sector de la ciudadanía.
Arami también ha expresado la necesidad de generar espacios creativos para incentivar la producción cinematografiara en el Paraguay: "falta mucha conciencia y voluntad de parte de las instituciones encargadas de apoyar, tanto del sector público, cómo del privado."
Es una de las fundadora de la Sociedad de Directores y Guionistas del Paraguay, Creadores PY, y miembro de Swiss Films, que es la agencia encargada de la promoción y el fortalecimiento de la industria audiovisual en Suiza.
Su última producción, Apenas el sol, ilustra la devastadora realidad del pueblo Ayoreo, víctima de una discriminación sistemática, arrancados de sus bosques nativos, y alejados de sus raíces y su cultura.

## Filmografía
| Año  | Película                     | País                      | Rol                                                                 |
| ---- | ---------------------------- | ------------------------- | ------------------------------------------------------------------- |
| 1997 | El Toque del Oboe            | Brasil, Paraguay          | Asistente de Producción                                             |
| 1998 | Ausencia de un nombre propio | Paraguay                  | Escritora, directora y productora                                   |
| 2000 | Bekon                        | Paraguay                  | Directora                                                           |
| 2006 | Miami Vice                   | Estados Unidos            | Coordinadora de Producción (PY) y Asistente de Dirección en Set (PY |
| 2011 | 18 cigarrillos y medio       | España, México y Paraguay | Productora                                                          |
| 2013 | Det grå guld                 |                           | Bidding Producer Palma Pictures                                     |
| 2014 | El Tiempo Nublado            | Suiza, Paraguay           | Escritora, directora y productora.                                  |
| 2020 | Apenas el Sol                | Suiza, Paraguay           | Escritora, directora y productora.                                  |